# 界石铺镇
界石铺镇，是中华人民共和国甘肃省平凉市静宁县下辖的一个乡镇级行政单位。

## 行政区划
界石铺镇下辖以下地区：
继红村、西川村、魏湾村、祁岔村、崔岔村、水鱼村、邢岔村、朱山村、上河村、二夫村、关湾村、大河村、王庄村、高堡村、七里村、李堡村、赵岔村、四福村、联盟村、井沟村、中寨村和谷湾村。